# Wenckheim-vadászkastély
A Wenckheim-vadászkastély Bélmegyer településtől 5,5 km-re található. Megközelítése szilárd útburkolaton lehetséges.

## Története
A környék először a Harruckern, majd a Wenckheim család birtokába került. A fáspusztai vadászkastélyt gróf Wenckheim Béla magyar miniszterelnök építtette, Ybl Miklós tervei alapján romantikus-eklektikus stílusban, égetett téglából. A kastélyépület és járulékos létesítményei régen a Wenckheim uradalomhoz tartoztak, mint nyári lak, vagy az egykori angolkert maradványai, a több mint 100 éves fák. A község keleti szélén található egy közel 300 éves, ma már védettséget élvező fehér fűzfa, melynek a kerülete meghaladja a 6 métert. A második világháború befejeződése előtt a kastély tulajdonosa gróf Wenckheim Fülöp volt. A kastély "A" épületének nevezett része korábbi építésű, a "B" épület valószínűleg jóval később épült. Az "A" épület 1945-ig a gróf családjának lakhelye, a "B" épületben a konyha helyezkedett el. A kastély főépülete szabálytalan alakzatú, részben emeletes épület, 2242 m2 alapterülettel, mely összesen 147? helyiségből áll! Az épület déli oldalán lett kialakítva a főhomlokzat, melynek jobb oldali részén található a sokszög alaprajzú háromszintes saroktorony. A földszinten gyönyörű kazettás, famennyezetes ebédlő található. Az előtérből az emeletre vezető fa lépcső ma is az épület dísze.

## Napjainkban
A 23 szobás saroktornyos, romantikus vadászkastélyban 1998. április 15-ig nevelőotthon működött. Az épület a Békés Megyei Önkormányzat tulajdonában volt, 1994-ben fel is újították. 2000-ben kiürítették. 2007-től magántulajdonban van. Idegenforgalom számára zárt, csak külső megtekintése lehetséges.